# Фальковский, Чеслав
Че́слав Фалько́вский (пол. Czesław Falkowski; 28 ноября 1867, Варшава — 25 июля 1969, Ломжа) — польский католический священник, ректор Университета Стефана Батория (1928—1930), епископ ломжинский (1949—1969).

## Биография
Окончил гимназию в Варшаве (1904). В 1910 году стал священником. Был профессором Императорской Римско-католической духовной академии в Санкт-Петербурге, Католического университета Люблина, Университета Стефана Батория в Вильне, где был в 1928—1930 годах был ректором. Во время Второй мировой войны в 1942—1943 годах был заключённым. После войны преподавал в духовной семинарии в Белостоке.
В 1949 году был назначен епископом Ломжи. Похоронен в ломжинском кафедральном соборе.